# Сардонически смях
Сардони́чески смях (на старогръцки: sardonios – язвителен, презрителен), или сардони́чен (саркастичен, ироничен, злобно присмехулен, циничен) е смехът на жертвата, на загубата, на отречението.
При гърците за този смях се говори при хора, смеещи се в мига на своята гибел. Древните са го сравнявали с действието на отровно растение, „което предизвиква у ялите го завладяващи конвулсии и смях против волята им“.
Изразът „сардонически смях“ означава злобно-насмешлив и язвителен смях. Например при Омир в „Одисеята“. Произходът на този коментар за Омир открай време е свързан с остров Сардиния, където легендата разказва за съществуването на тайнствената трева Сардоника Херба (на латински: Sardonica herba), разновидност на магданоза. В малки дози тя действала като силно психотропно вещество, а в големи – като отрова. Хората, които са яли от нея умирали, лицата им се изкривявали от спазми, приличащи на смях. В днешно време местните хора наричат тази трева ферула и я използват в погребалните ритуали. Тя се смята за проводник в света на мъртвите и символизирала вечния живот.
Друга легенда разказва, че при древните жители на Сардиния имало обичай старите хора да се принасят в жертва. Тази церемония се извършвала при всеобщ смях, като се смеели и самите жертви на церемонията. Така сардоническият смях в основата си бил печален смях.
Съществува мит, че остров Крит е охраняван от Талос, меден страж с глава на бик изкован от Хефест в Сардиния. Когато жителите на Сардиния се опитали да проникнат на Крит, Талос се нажежил до червено и смеейки се злобно, унищожил всички нападатели в горещите си обятия.
За разлика от традиционната представа за „сардоническия смях“, като жесток и злорад, в светлината на друг подход, той може да се тълкува като съпровождащ прехода от смъртта към живота, т.е. смехът при убиване превръща смъртта в ново раждане, премахвайки убийството. Пуните са вярвали, че смъртта е начало на нов живот, който трябва да се приеме с усмивка.
Ботаникът Мауро Балеро от университета на град Калиари (о. Сардиния) свързва корените на думата „сардоничен“ с името на острова и растението тръбест морач (Oenanthe fistulosa), силно отровен далечен сродник на морковите и пащърнака. Използва се за приготвяне на отвари, които придават на труповете застинала гримаса след смъртта. Учените установили химичния състав на растението и факта, че то предизвиква спазъм на лицевите мускули и странна усмивка с отворена уста. Откритието потвърждава това, което мнозина антрополози на културата са казвали за ритуалите при смърт сред древните сардинци. Растението е използвано във времето преди Римската империя за ритуалното убийство на старци, превърнали се в бреме за обществото. Свойствата на растението могат да се модифицират така, че вместо да причинява съкращение на мускулите, то да ги отпуска и лекува лицеви парализи. 
Новков, Митко. Владислав Еразъм или (не)Възхвала на глупостта (статия) //   Култура – Брой 33 (2606), 1 октомври 2010. Посетен на 09.07.2022. Сардоничен смях – това е, когато смехът е преди края, преди смъртта; смях от болка, не от радост. „Човекът, който се смее“, но всъщност не се смее, а е пропит от мъка, от страх, покрит е с рани, със струпеи, язви и прокази; една предсмъртна гримаса на веселост, която само привидно е такава, а всъщност е ужас.